# Elecciones regionales de Venezuela de 2010
La elecciones regionales extraordinarias de Venezuela de 2010 se realizaron el domingo 5 de diciembre de 2010. Solamente se eligieron los gobernadores de los estados Amazonas y Guárico, así como los alcaldes de once municipios, para el período 2011-2015. Inicialmente previstas para marzo de 2011, fueron adelantadas después de la inesperada muerte de Willian Lara, gobernador de Guárico. Las elecciones en los municipios Alto Orinoco (Amazonas) y Catatumbo (Zulia), así como la de todos los Concejos Municipales y las Juntas Parroquiales de Venezuela, estas dos últimas en deuda desde el 2008, no fueron adelantadas y se celebraron en 2011.
Los municipios donde se celebraron las elecciones fueron: Achaguas del Estado Apure, Miranda del Estado Carabobo, Carrizal del Estado Miranda, Arismendi del Estado Nueva Esparta, Panamericano del Estado Táchira, Boconó y Miranda del Estado Trujillo, Manuel Monge y Nirgua del Estado Yaracuy, y Maracaibo y Miranda del Estado Zulia. Las elecciones para la gobernación de Amazonas y estos municipios se han venido realizando a destiempo del resto de las demás entidades, por esta razón, no participaron en las elecciones regionales de 2008, cuando se eligieron la gran mayoría de las gobernaciones y alcaldías. En estas elecciones podían participar 1.761.961 ciudadanos venezolanos, aproximadamente 10% de la población electoral, de los cuales 22.940 son extranjeros, aunque el 51% de los potenciales electores estaban registrados en Maracaibo.
Aunque se admitieron 572 postulaciones para 57 candidatos a 13 cargos, al igual que en las últimas elecciones parlamentarias, celebradas tres meses antes, dos grandes coaliciones aglomeraron la mayoría de los potenciales votos: el bloque chavista, el Gran Polo Patriótico, y el bloque opositor, la Mesa de la Unidad (MUD). Un tercer actor, el partido Patria Para Todos, participó solamente en Amazonas, y los municipios Nirgua y Manuel Monge, recibiendo el apoyo de la MUD en la primera, y apoyando a esta coalición en las dos últimas.

## Antecedentes
Desde las "Megaelecciones del 2000", cuando se realizaron todas las elecciones estadales, municipales, parroquiales, parlamentarias y presidenciales simultáneamente; un gobernador y 5 alcaldes han muerto en el cargo; y un gobernador y 5 alcaldes han sido desproclamados por las autoridades electorales, luego de que se repitiesen las elecciones parcialmente o se realizase un reconteo de votos con resultado adverso. Además, un alcalde ha abandonado su cargo y ha solicitado asilo político en el extranjero. Por estas razones, las elecciones para estos cargos se han venido realizando a destiempo del resto de las elecciones regionales y municipales venezolanas.
| Estado   | Población | Gobernador electo | Partido político | Comentarios |
| -------- | --------- | ----------------- | ---------------- | --- |
| Amazonas | 153.580   | Liborio Guarulla  | PPT              | El 11 de febrero de 2001, Liborio Guarulla, de Patria Para Todos, impugnó exitosamente la proclamación de José Bernabé Gutiérrez, de Acción Democrática, desde entonces las elecciones han estado retrasadas. |
| Guárico  | 805.124   | Arturo Suárez     | PSUV             | El 10 de septiembre de 2010, el entonces gobernador Willian Lara, del PSUV, murió en un accidente de tránsito. Arturo Suárez, copartidario de Lara y presidente del Consejo Legislativo Regional, lo reemplazó como gobernador interino, luego de que Gustavo Méndez, secretario general de Gobierno, declinara aceptar este cargo. |

| Municipio                | Población | Alcalde electo       | Partido político | Comentarios |
| ------------------------ | --------- | -------------------- | ---------------- | --- |
| Achaguas, Apure          | 49.781    | Clarissa de Montoya  | PPT              | El 19 de marzo de 2005, el entonces alcalde Luis Montoya, del MVR, murió en un accidente de tránsito. Su viuda, Clarissa de Montoya, ganó las elecciones adelantadas del 8 de agosto de ese año, sin apoyo del MVR. |
| Miranda, Carabobo        | 23.368    | Eduardo Sequera      | PSUV             | En 2002, Ángel Arráez, de Proyecto Venezuela, impugnó exitosamente la proclamación de Fernando Jiménez González, desde entonces las elecciones han estado retrasadas. |
| Carrizal, Miranda        | 55.416    | José Luis Rodríguez  | UNT              | El 6 de febrero de 2002, José Luis Rodríguez, entonces de Acción Democrática, impugnó exitosamente la proclamación de Orlando Urdaneta, del MVR, desde entonces las elecciones han estado retrasadas. |
| Arismendi, Nueva Esparta | 23.097    | Richard Fermín       | PJ               | El 14 de abril de 2009, el entonces alcalde Francisco Torcat, de Primero Justicia, murió al sufrir un paro respiratorio. Richard Fermín, copartidario de Torcat, lo reemplazó como alcalde interino al ser presidente del Concejo Municipal, aunque tuvo que recurrir a la Contraloría General de la República, ya que el concejal psuvista Luis Díaz intentó usurpar el cargo.                                                                              |
| Panamericano, Táchira    | 35.424    | Pedro Nel Castro     | PSUV             | El 12 de septiembre de 2009, el entonces alcalde Lluvane Álvarez, de COPEI, fue asesinado; una supuesta paramilitar colombiana fue acusada por el homicidio. Pedro Nel Castro, del PSUV, lo reemplazó como alcalde interino al ser presidente del Concejo Municipal. |
| Boconó, Trujillo         | 79.710    | Gregorio Vetencourt  | PSUV             | El 31 de agosto de 2009, el entonces alcalde Luis Cabezas, psuvista y hermano del gobernador de Trujillo, Hugo Cabezas Bracamonte, murió ahogado en la isla de Margarita. Gregorio Vetencourt, copartidario de Cabezas, lo reemplazó como alcalde interino al ser presidente del Concejo Municipal |
| Miranda, Trujillo        | 26.000    | Douglas Linares      | PSUV             | El 23 de abril de 2006, el entonces alcalde Henry Linares, del MVR, murió de un infarto al miocardio. Douglas Linares, copartidario y hermano del alcalde, lo reemplazó como alcalde interino al ser presidente del Concejo Municipal, poco después fue elegido alcalde en las elecciones adelantas realizadas en octubre de ese año.[cita requerida] |
| Manuel Monge, Yaracuy    | 10.600    | Dilcio Scott         | PSUV             | En 2005, Dilcio Scott, entonces del MVR, impugnó exitosamente la proclamación de Pedro Pablo Rodríguez Peña, de Convergencia, desde entonces las elecciones han estado retrasadas. |
| Nirgua, Yaracuy          | 51.267    | Luís Vásquez Fuentes | Tupamaro         | En 2002, Miguel César, entonces de COPEI y luego del MVR, impugnó exitosamente la proclamación de Carlos Ricardo Mendoza, de Convergencia, desde entonces las elecciones han estado retrasadas. |
| Maracaibo, Zulia         | 1.495.199 | Daniel Ponne         | UNT              | En abril de 2009, el entonces alcalde Manuel Rosales, de UNT, solicitó asilo político en Perú, luego de que se le abriera un proceso judicial en el que se le acusaba de haber cometido presuntamente delitos de enriquecimiento ilícito, Rosales calificó el proceso como una "venganza política" del presidente venezolano Hugo Chávez. Daniel Ponne, copartidario de Rosales, lo reemplazó como alcalde interino al ser presidente del Concejo Municipal. |
| Miranda, Zulia           | 82.500    | Tiberio Bermúdez     | PSUV             | El 20 de junio de 2006, Tiberio Bermúdez, entonces del MVR, impugnó exitosamente la proclamación de Carlos Barboza, de Acción Democrática, desde entonces las elecciones han estado retrasadas. |

Después de estas elecciones, la próximas elecciones para la gobernación del estado Guárico, y las alcaldías de los municipios Arismendi del estado Nueva Esparta, Panamericano del estado Táchira, Boconó del estado Trujillo y Maracaibo del estado Zulia se van a realizar en las elecciones de 2012, junto con la mayoría de los cargos estadales y municipales; ya que a juicio de los rectores del Consejo Nacional Electoral, las faltas de los antiguos representantes se realizaron a mitad de período, y por lo tanto los nuevos representantes electos solamente ocuparán el cargo para completar dicho período. El resto de los representantes electos en estos comicios, permanecerán en sus cargos por lo menos hasta el 2014, cuando se realicen nuevas elecciones.

## Candidaturas

### Polo Patriótico
Incluso antes que el Consejo Nacional Electoral anunciase la fecha de las elecciones, el presidente venezolano Hugo Chávez ya había ordenado a "los encargados" del PSUV, principal partido de gobierno, que evaluasen quien sería el mejor candidato para suceder a Willian Lara, gobernador de Guárico, quien murió en un accidente en septiembre de 2010.
A diferencia de las últimas elecciones regionales, cuando se realizaron elecciones primarias en el PSUV, esta vez Chávez seleccionó los candidatos oficialistas personalmente, alegando que la fecha límite de inscripción de candidatos era muy próxima, y era imposible realizar primarias.
El 20 de octubre, fue anunciado que Luis Enrique Gallardo, rector de la Universidad Rómulo Gallegos, y Diógenes Egildo Palau, actual diputado nacional, fueron seleccionados para representar al PSUV en Guárico y Amazonas respectivamente. Dos días después se anunciaron los candidatos del chavismo para los once municipios, donde destacó la candidatura de Gian Carlo Di Martino para Maracaibo, quien ya ha servido como alcalde de dicha ciudad por dos períodos.

### Mesa de la Unidad
Aunque voceros de la Mesa de la Unidad Democrática (MUD), principal coalición opositora, habían anunciado que intentarían seleccionar la mayoría de sus candidatos mediante consenso entre las decenas de partidos políticos que la conforman, para algunas candidaturas recurrieron a elecciones primarias, aunque lamentaron no disponer de muchos recursos para realizarlas, así como tiempo.

#### Primarias
La alcaldía de Maracaibo, la segunda ciudad más poblada de Venezuela, ha sido una de las más reñidas entre opositores, por lo que se realizaron elecciones primarias abiertas el 31 de octubre. La candidata de Un Nuevo Tiempo y esposa de Manuel Rosales, la abogada Eveling Trejo de Rosales, ganó las elecciones con el 70% de los votos, derrotando al concejal Juan Pablo Guanipa, de Primero Justicia. Participaron unas 182 mil personas, lo que representa el 48% de los votos opositores recibidos en las últimas elecciones parlamentarias.
Para seleccionar el candidato opositor en el municipio zuliano de Miranda se realizaron elecciones primarias abiertas, resultando ganador el exalcalde mirandino Wilmer Oquendo, de PODEMOS, con el 46.48% de los votos. En segundo lugar quedó Winton Medina, de Acción Democrática, con el 43.76%. Participaron 11 mil 798 personas, lo que representa el 60% de los votos opositores recibidos en las últimas elecciones parlamentarias.
En cuanto a la alcaldía del municipio Panamericano del Táchira, el 7 de noviembre se realizaron primarias entre cinco candidatos pertenecientes a Solidaridad Independiente, COPEI, Un Nuevo Tiempo, Acción Democrática y el Movimiento Unidos. Mery Carmona, de Solidaridad, resultó ganadora con 1680 votos, con apenas 9 votos de ventaja del copeyano Jhonny Alvani Sánchez. Participaron 5.806 personas, lo que representa el 94% de los votos opositores recibidos en las últimas elecciones parlamentarias en ese municipio.

#### Consenso
Para la candidatura de La Asunción, los partidos de la MUD descartaron la idea de las primarias alegando falta de tiempo, y posteriormente anunciaron a Richard Fermín, de Primero Justicia, como candidato unitario, quien está ejerciendo el cargo de alcalde interino, luego de la muerte de Francisco Torcat.
Por medio del consenso también se seleccionó al candidato opositor para la alcaldía mirandina de Carrizal, resultando electo José Luis Rodríguez, actual alcalde de la entidad y miembro de Un Nuevo Tiempo, en perjuicio de Franklin Briceño, de Alianza Bravo Pueblo, quien acató la decisión bajo protesta.
Para la candidatura del municipio Miranda de Carabobo, la Mesa de la Unidad seleccionó al concejal Jesús Miguel Sánchez, abanderado de Cuentas Claras y apoyado por Primero Justicia, en detrimento de la candidatura del exalcalde Ángel Arráez, de Proyecto Venezuela. Fue necesaria una reunión entre Sánchez y Arráez, con el gobernador carabobeño Henrique Salas Feo como mediador, para lograr una sola candidatura opositora.
En el estado Guárico y después de largas discusiones para realizar primarias, el candidato de PPT, Franco Gerratana, renunció a su aspiración, lo que dejó a Carlos Prosperi como único candidato opositor a la gobernación.

#### Relación con el PPT
Respecto a la gobernación de Amazonas, la MUD ofreció su apoyo a Liborio Guarulla, candidato del PPT en su búsqueda de la reelección; sin embargo, Guarulla se negó a aceptarla, y solicitó a la MUD que si deseaba ayudarlo, se abstuviera de participar en las elecciones en Amazonas, y que llamase a sus partidarios a votar por el PPT. De acuerdo a Henry Ramos Allup, secretario general de Acción Democrática, esto demuestra que existe una facción en el PPT que quiere "volver a las filas del chavismo". Finalmente, la MUD llamó a votar por Guarulla, aunque sin inscribir sus partidos en el tarjetón electoral, como el gobernador había solicitado.
En Guárico, el partido Patria Para Todos había anunciado la postulación de Franco Gerratana, actual alcalde del San Juan de Los Morros, para la gobernación de Guárico, en detrimento de Lenny Manuitt, quien fue su candidata en las elecciones de 2008. La MUD propuso a Carlos Prosperi, de AD, alegando que Gerratana era poco fiable debido a que en los últimos años había militado en tres partidos diferentes (PODEMOS, PPT y PSUV). Aunque la MUD y Gerratana discutieron sobra la realización de elecciones primarias para escoger un único candidato, finalmente, Gerratana renunció, y el PPT se negó a participar en estas elecciones, quedando Prosperi como único candidato opositor en Guárico.
Finalmente, las únicas candidaturas donde el PPT y la MUD inscribieron un candidato en común fue en Nirgua y Manuel Monge, donde el PPT apoyará a Ricardo Mendoza, de COPEI, y Pedro Cabrera, de Primero Justicia. El apoyo opositor al PPT en Amazonas no incluyó la inscripción de los partidos de la MUD, los cuales se abstuvieron de participar directamente en la tarjeta electoral por petición del candidato pepetista.

## Encuestas

### Maracaibo
La encuestadora Efraín Rincón y Asociados, pronosticó la derrota del candidato psuvista Gian Carlo Di Martino, ante la candidata opositora Eveling Trejo de Rosales, con una relación de 27.3% a 63.4%. La encuesta aseguró que incluso el concejal Juan Pablo Guanipa, de Primero Justicia, no se hubiera retirado de la contienda, aun así Trejo hubiera resultado vencedora. La encuesta fue realizada en el 19 y el 21 de octubre entre 800 electores activos ubicados en las 18 parroquias que conforman el municipio Maracaibo.

## Resultados

### Gobernación de Amazonas
|  | 51.07% |

|  | 48.49% |

|  | 0.4% |

|  | 100.0 % |

### Gobernación de Guárico
|  | 77.09 % |

|  | 22.22 % |

|  | 0.67 % |

|  | 100.00 % |

### Alcaldía de Achaguas
|  | 41.49 % |

|  | 38.30 % |

|  | 3.43 % |

|  | 100.0 % |

### Alcaldía de Arismendi
|  | 55.47 % |

|  | 41.49 % |

|  | 3.02 % |

|  | 100.0 % |

### Alcaldía de Boconó
|  | 71.03 % |

|  | 28.90 % |

|  | 0.06 % |

|  | 100.0 % |

### Alcaldía de Carrizal
|  | 49.7% |

|  | 43.0% |

|  | 7.09 % |

|  | 100.0 % |

### Alcaldía de Manuel Monge
|  | 53.08 % |

|  | 46.70 % |

|  | 0.21 % |

|  | 100.0 % |

### Alcaldía de Maracaibo
|  | 58.65 % |

|  | 41.29 % |

|  | 0.03 % |

|  | 100.0 % |

### Alcaldía de Miranda, Carabobo
|  | 53.96 % |

|  | 45.18 % |

|  | 0.84 % |

|  | 100.0 % |

### Alcaldía de Miranda, Trujillo
|  | 40.64 % |

|  | 27.87 % |

|  | 31.47 % |

|  | 100.0 % |

### Alcaldía de Miranda, Zulia
|  | 66.31 % |

|  | 33.31 % |

|  | 0.4% |

|  | 100.0 % |

### Alcaldía de Nirgua
|  | 51.04 % |

|  | 46.89 % |

|  | 2.04 % |

|  | 100.0 % |

### Alcaldía de Panamericano
|  | 52.58 % |

|  | 47.18 % |

|  | 0.22 % |

|  | 100.0 % |